# József Gulyás
József Laszlo Gulyás (fl. XX secolo) è stato un calciatore ungherese, di ruolo attaccante.

## Carriera
Arriva in Italia nell'ottobre 1921 chiamato dalla Cremonese, come suo primo calciatore straniero, tuttavia con i grigiorossi non giocherà che qualche torneo amichevole; tornerà a Cremona come allenatore nel 1928.
Nel 1922 passa alla Virtus Bologna con la quale disputa 19 gare nel campionato di Prima Divisione 1922-1923.
Successivamente milita nel Suzzara e nella Comense, con cui mette a segno 14 reti in 20 partite nella stagione 1925-1926. Chiude con il calcio giocato al Mantova nella stagione 1926-27 dove mette a segno una sola rete.